# Otero (kommunhuvudort)
Otero är en kommunhuvudort i Spanien.   Den ligger i provinsen Toledo och regionen Kastilien-La Mancha, i den centrala delen av landet, 80 km sydväst om huvudstaden Madrid. Otero ligger 465 meter över havet och antalet invånare är 227.
Terrängen runt Otero är platt. Runt Otero är det ganska glesbefolkat, med 38 invånare per kvadratkilometer. Närmaste större samhälle är Torrijos, 19,8 km öster om Otero. Trakten runt Otero består till största delen av jordbruksmark.